# 陈子庄
陈子庄（1913年10月15日—1976年7月3日），男，重庆荣昌人，中国现代画家，初时号兰园，中期号南原、下里巴人、陈风子（陈疯子）、十二树梅花主人、石壶山民等，晚年号石壶。

## 生平
陈子庄出生于重庆荣昌双河镇峦堡村紫金观岩湾“陈家老房子”。自幼学习工笔画，到1960年代追随齐白石和黄宾虹，改为写意风格。晚年在四川师范大学教书。

## 评价
去世后，他的画作重新为公众赏识，阎晓怀称他为“中国梵高”。他的作品影响了李华生和吴凡等众多中国艺术家。